# Corpus Christi (film, 2019)
Corpus Christi (poljsko Boże Ciało) je poljsko-francoski dramski film iz leta 2019, ki ga je režiral Jan Komasa po scenariju Mateusz Pacewicza. V glavnih vlogah nastopajo Bartosz Bielenia, Aleksandra Konieczna, Eliza Rycembel, Tomasz Ziętek, Leszek Lichota in Łukasz Simlat. Zgodba prikazuje mladega Poljaka Daniela (Bielenia), pravkar izpuščenega iz mladinskega pripora, ki se po neizpolnjeni želji postati duhovnik tako predstavlja in po naključju postane vaški župnik.
Premierno je bil prikazan 29. avgusta 2019 na Beneškem filmskem festivalu, kjer je osvojil nagradi Edipo Re in Europa Cinemas Label ter bil nominiran za nagrado Fedeora. Izbran je bil za poljskega kandidata za oskarja za najboljši mednarodni celovečerni film in bil na 92. podelitvi tudi nominiran. Skupno je prejel 54 nagrad in 36 nominacij na svetovnih filmskih festivalih.

## Vloge
- Bartosz Bielenia kot Daniel
- Aleksandra Konieczna kot Lidia
- Eliza Rycembel kot Marta Sosińska
- Leszek Lichota kot župan
- Łukasz Simlat kot oče Tomasz
- Tomasz Ziętek kot Pinczer
- Barbara Kurzaj kot vdova
- Zdzisław Wardejn kot oče Wojciech